# Johann Franz von Gentilotti zu Engelsbrunn
Johann Franz von Gentilotti zu Engelsbrunn († nach 1751 in Trient) war ein aus Trient stammender Adeliger und Salzburger Hofkanzler.

## Leben

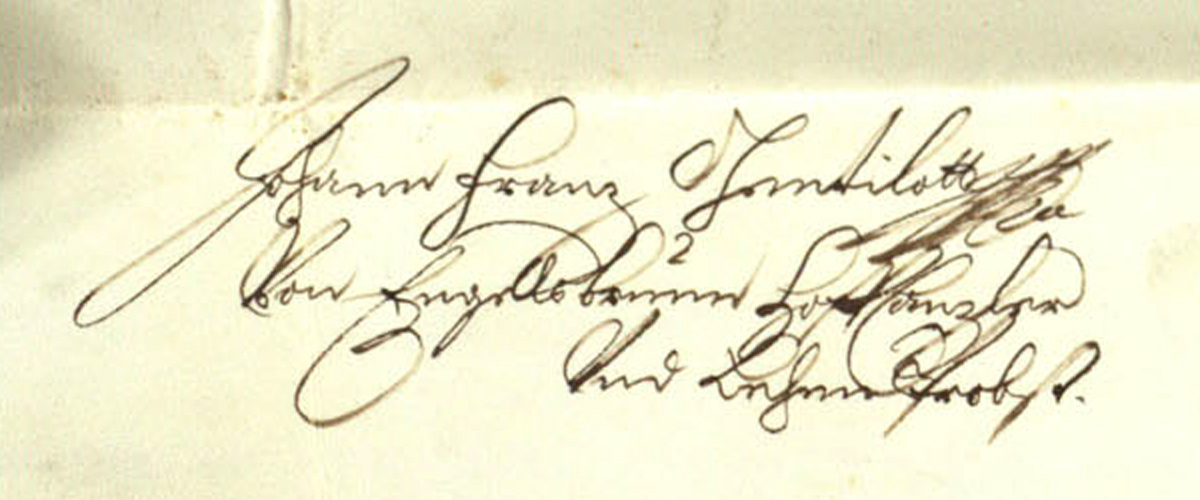
Unterschrift von Johann Franz Gentilotti von Engelsbrunn, 1724

Johann Franz war Jurist und 14 Jahre lang Salzburger Hofkanzler. 1729 machte ihn Kaiser Karl VI. zum Hof-Vizekanzler in Tirol. 1732 schickte ihn der Kaiser als Diplomaten zum Fürsterzbischof Leopold Anton von Firmian, dem früheren Dienstgeber Gentilottis.
Johann Franz von Gentilotti wurde am 29. Juli 1729 von Kaiser Karl VI. in den österreichischen Freiherrenstand erhoben.